# Elecciones presidenciales de Senegal de 2012
El 26 de febrero de 2012 se celebraron elecciones presidenciales en Senegal, en medio de una importante controversia sobre la validez constitucional de la presentación a un tercer mandato del presidente en el poder, Abdoulaye Wade. Tras la primera vuelta, en la cual ningún candidato obtuvo mayoría absoluta, se celebró una segunda vuelta el 25 de marzo. Macky Sall derrotó al candidato presidencial Wade, quien buscaba su segunda reelección.

## Contexto
El 26 de febrero de 2012, fecha decretada por el Presidente de Senegal Abdoulaye Wade el 23 de noviembre de 2010, tuvieron lugar las elecciones generales. El Presidente Wade había expresado que lograría conservar su puesto para un tercer mandato, fijado en una duración de siete años por la Constitución. Si bien la Constitución de 2001 limitaba el mandato presidencial a dos legislaturas, Wade argumentó que su elección en el año 2000 para su primer mandato de 7 años entraba dentro de la anterior constitución, lo que hacía que no estuviera limitado por el límite de mandatos.

## Decisión de la Corte Constitucional sobre el límite de mandatos
El 27 de enero de 2012, la Corte Constitucional de Senegal estimó que Wade podía presentarse a un tercer mandato. De acuerdo con la decisión, su primer mandato no contaba para la nueva Constitución. Además, Youssou N'Dour fue desestimado de las elecciones. En total, 14 candidatos fueron aprobados (incluyendo los antiguos primeros ministros Idrissa Seck, Macky Sall y Moustapha Niasse así como el líder de la oposición Ousmane Tanor Dieng).

### Protestas sobre el límite de mandatos
El día siguiente comenzaron las protestas. Diferentes edificios de la capital, Dakar, fueron quemados. La policía lanzó gas lacrimógeno contra los protestantes, mayoritariamente jóvenes, que cuestionaban la decisión. Wade realizó una aparición televisada en la que calificaba a las protestas de "muestra de petulancia" y prometía una campaña electoral "abierta" sin "ninguna restricción a la libertad". Los manifestantes afirmaron que convertirían la Plaza del Obelisco en el centro de Dakar en la versión senegalesa de Plaza Tahrir , el punto central de la Revolución egipcia que llevó al derrocamiento del Presidente egipcio Hosni Mubarak.
Amath Dansokho, cabeza del Partido de la Independencia y del Trabajo y miembro del grupo de oposición M23 expresó a los periodistas que "Abdoulaye Wade ha declarado la guerra al pueblo". Tras la continuación de las manifestaciones y los disturbios, el activista por los derechos humanos Alioune Tine fue detenido posteriormente.
Las protestas continuaron durante el mes de febrero de 2012. La policía antidisturbios disparó gas lacrimógeno y pelotas de goma en Dakar durante las manifestaciones que tuvieron lugar durante la semana previa a las elecciones.

## Candidatos
| Candidatos            | Partido                                                          | Resultado en 2007                  |
| --------------------- | ---------------------------------------------------------------- | ---------------------------------- |
| Ousmane Tanor Dieng   | Partido Socialista de Senegal                                    | Ousmane Tanor Dieng (PS) 13,56 %   |
| Moustapha Niasse      | Unidos para Impulsar Senegal Alianza de las Fuerzas del Progreso | Moustapha Niasse (AFP) 5,93 %      |
| Macky Sall            | Alianza por la República - Yakaar                                | apoyó Abdoulaye Wade               |
| Idrissa Seck          | Rewmi                                                            | Idrissa Seck (Rewmi) 14,92 %       |
| Abdoulaye Wade        | Partido Democrático Senegalés                                    | Abdoulaye Wade (PDS) 55,90 %       |
| Mor Dieng             | YAAKAAR, le Parti de l’Espoir                                    |                                    |
| Cheikh Tidiane Gadio  | Movimiento Político Ciudadano                                    | apoyó a Abdoulaye Wade             |
| Cheikh Bamba Dièye    | Frente por el Socialismo y la Democracia/Benno Jubël             | Cheikh Bamba Dièye (FSD/BJ) 0,50 % |
| Doudou Ndoye          | Unión por la República                                           | Doudou Ndoye (UPR) 0,29 %          |
| Djibril Ngom          | Independiente                                                    |                                    |
| Ibrahima Fall         | Independiente                                                    |                                    |
| Diouma Dieng Diakhaté | Parti Initiative démocratique jogal                              |                                    |
| Oumar Khassimou Dia   | Parti humaniste Naxx Jarinu                                      |                                    |
| Amsatou Sow Sidibé    | CAR Lennen                                                       |                                    |

### Candidaturas descartadas
Bruno d'Erneville, Amsatou Sow Sidibé, el músico Youssou N'Dour, y el antiguo primer ministro Ibrahim Fall anunciaron que participarían en las elecciones. No obstante, Youssou N'Dour fue apartado posteriormente de la carrera electoral en virtud del número de firmas que había recogido.

## Resultado
Primera ronda
De acuerdo al resultado oficial anunciado pro el Consejo Constitucional para la primera ronda, Wade habría obtuvo el 34.8% de los votos, forzando así Sall una segunda vuelta tras obtener el 26.5% de los votos. Moustapha Niasse alcanzó el tercer lugar con el 13.2%, Ousmane Tanor Dieng el cuarto lugar con el 11.3%, siguiéndole Idrissa Seck con el 7.86%.
Segunda vuelta
Una segunda vuelta tuvo lugar el 25 de marzo entre los candidatos Wade y Sall, siendo Sall el ganador de la Presidencia. Aún sin conocerse resultados oficiales, el presidente saliente Wade y candidato a una tercera reelección reconoció su derrota la misma noche de la cita electoral.
La comisión electoral había prevenido a ambos candidatos de declarar la victoria prematuramente. La votación ocurrió sin incidentes.

### Resultado
|                                                                         |                            | Primera ronda el 26 de febrero de 2012 |                   |                |  |  |  |
|                                                                         |                            | Número                                 | % de votantes     | % de inscritos |  |  |  |
| Inscritos                                                               | Inscritos                  | 5 302 349                              |                   |                |  |  |  |
| Votos                                                                   | Votos                      | 2 735 136                              | 51,58 %           |                |  |  |  |
| sufragios expresados                                                    | sufragios expresados       | 2 706 789                              |                   | 98,96 %        |  |  |  |
| votos blancos o nulos                                                   | votos blancos o nulos      | 28 346                                 |                   | 1,04 %         |  |  |  |
| Abstenciones                                                            | Abstenciones               | 2 568 149                              | 48,42 %           |                |  |  |  |
|                                                                         |                            |                                        |                   |                |  |  |  |
|                                                                         | Candidato Partido político | Voto                                   | % de los emitidos |                |  |  |  |
| Abdoulaye Wade Partido Democrático Senegalés                            | 942 327                    | 34,81 %                                |                   |                |  |  |  |
| Macky Sall Alianza por la República                                     | 719 367                    | 26,58 %                                |                   |                |  |  |  |
| Moustapha Niasse Alianza de Fuerzas del Progreso                        | 357 330                    | 13,20 %                                |                   |                |  |  |  |
| Ousmane Tanor Dieng Partido Socialista                                  | 305 924                    | 11,30 %                                |                   |                |  |  |  |
| Idrissa Seck Rewmi                                                      | 212 853                    | 7,86 %                                 |                   |                |  |  |  |
| Cheikh Bamba Dièye Frente por el Socialismo y la Democracia/Benno Jubël | 52 196                     | 1,93 %                                 |                   |                |  |  |  |
| Ibrahima Fall Movimiento Taxaw Temm                                     | 48 972                     | 1,81 %                                 |                   |                |  |  |  |
| Cheikh Tidiane Gadio Louy Jot Jotna                                     | 26 655                     | 0,98 %                                 |                   |                |  |  |  |
| Mor Dieng YAAKAAR, le Parti de l’Espoir                                 | 11 402                     | 0,42 %                                 |                   |                |  |  |  |
| Djibril Ngom Le Grand Mouvement                                         | 10 207                     | 0,38 %                                 |                   |                |  |  |  |
| Oumar Khassimou Dia Parti humaniste Naxx Jarinu                         | 6469                       | 0,24 %                                 |                   |                |  |  |  |
| Amsatou Sow Sidibé CAR Lennen                                           | 5167                       | 0,19 %                                 |                   |                |  |  |  |
| Doudou Ndoye Unión por la República                                     | 4566                       | 0,17 %                                 |                   |                |  |  |  |
| Diouma Dieng Diakhaté Parti Initiative démocratique jogal               | 3354                       | 0,12 %                                 |                   |                |  |  |  |